# Tineigidia
Tineigidia is een geslacht van vlinders van de familie spanners (Geometridae), uit de onderfamilie Sterrhinae.

## Soorten
- T. aegyptiaca Wiltshire, 1949
- T. eremica Amsel, 1934